# Hugues Limonti
Hugues Limonti, dit Germain, est un militant de la Résistance française, né le 14 août 1921 à Saint-Laurent-de-Chamousset et mort le 2 décembre 1988 à Villeurbanne.
Il a été fait compagnon de la Libération en novembre 1944, alors qu'il était encore porté disparu en Allemagne.

## Biographie
Après son certificat d'études, puis des études secondaires, il est engagé à 15 ans comme ouvrier chez Berliet, où travaillent ses parents.
Il fait partie des Chantiers de la jeunesse française d'octobre 1941 à mai 1942, dans le Jura. Avec sa famille, il héberge des clandestins. Pour éviter d'être envoyé pour travailler en Allemagne dans le cadre de la Relève, il s'écrase le pouce de deux coups de masse,.
En juillet 1942, il s'engage dans les Forces françaises libres, sous le pseudonyme de « Germain » . Fin août 1942, il est présenté à Daniel Cordier, qui l'intègre comme courrier au secrétariat de la délégation de Jean Moulin en zone libre, à Lyon, où travaille déjà Laure Diebold. Limonti est chargé des liaisons avec les courriers des différents mouvements de résistance, de la relève des « boîtes aux lettres » et de l'acheminement des documents à remettre à Laure Diebold, ainsi que du transport d’armes et de fonds ; il effectue ses missions « avec une énergie qui l'amena jusqu'à la limite de ses forces ». En décembre 1942, Limonti recrute de nouveaux courriers : Georges Archimbaud, Joseph Van Dievort, Laurent Girard, Charles Rapp et Hélène Vernay.
Jean Moulin ayant décidé d'installer à Paris la direction de ses services et donné l'ordre à Cordier d'y déménager pour y organiser le nouveau secrétariat, celui-ci part le 25 mars 1943 pour Paris en emmenant Laure Diebold, Hugues Limonti, Georges Archimbaud, Louis Rapp, Jean-Louis Théobald et Suzanne Olivier. Cependant, comme depuis la Zone Nord on ne parvient pas à établir de liaison radio avec Londres, Cordier laisse Maurice de Cheveigné à Lyon pour écouler le trafic radio des deux zones ; par conséquent, chaque jour, Suzanne Olivier fait le trajet Paris-Lyon et retour, alors que Joseph Van Dievort (pseudonyme « Léopold ») fait le trajet Lyon-Paris et retour, afin de transmettre les messages.
À Paris, Limonti dirige une dizaine d'agents, dont Claire Chevrillon et Jacqueline Pery d'Alincourt.
Comme Cordier l'a écrit, tous ces hommes et femmes font le dur apprentissage de la solitude - « Personne à qui parler, à qui se confier, auprès de qui prendre conseil » -, de la méfiance et du « qui-vive » constants, de la « peur lancinante », de la fatigue et de la malnutrition.
Le 24 septembre 1943, Hugues Limonti est arrêté par la Gestapo dans une souricière rue de Grenelle. Après son interrogatoire, il est incarcéré à Fresnes et subit neuf nouveaux interrogatoires.
Le 24 janvier 1944, il est déporté à Buchenwald. Transporté à Drütte, puis à Bergen-Belsen, il ne recouvre la liberté qu'à la libération de ce camp par les troupes alliées le 15 avril 1945.
Après la guerre, Hugues Limonti reprend son métier d'artisan en mécanique générale.
En 1964, à l'occasion de la translation au Panthéon des cendres de Jean Moulin, il retrouve durant la nuit précédant l'évènement, sur la place déserte et glaciale entourant l'édifice, une partie de son ancienne équipe (Daniel Cordier, Laure Diebold et Suzanne Olivier), dont les membres s'étaient éloignés après la guerre.
Dans ses Mémoires, Cordier a écrit l'appréciation suivante à son propos : « Hugues Limonti, loyal entre tous, […] ».

## Distinctions
- Officier de la Légion d'honneur
- Compagnon de la Libération par décret du 20 novembre 1944
- Croix de guerre 1939–1945

## Filmographie
- Alias Caracalla, au cœur de la Résistance (téléfilm), réalisé par Alain Tasma en 2013, France 3 (le rôle de Limonti est interprété par Lazare Herson-Macarel).